# Chico, Kalifornien
Chico är en stad i Butte County i den amerikanska delstaten Kalifornien med en yta av 71,9 km² och en folkmängd, som uppgår till 86 949 invånare (2008) enligt en uppskattning av Kaliforniens finansdepartement. Chico är den folkrikaste staden i Butte County.
Orter som ingår i Chicos storstadsområde (Chico Metropolitan Area) är Durham, Cohasset, Dayton, Hamilton City, Nord och Forest Ranch. I närheten av storstadsområdet finns Paradise och Oroville som är huvudorten i Butte County.